# エイブラハム・クーパー
エイブラハム・クーパーまたはエーブラハム・クーパー、アブラハム・クーパー（英語: Abraham Cooper、1950年 - ）は、アメリカ合衆国（米国）のラビで、サイモン・ウィーゼンタール・センター（SWC）副所長を務める。

## 経歴・人物
ニューヨーク生まれ。人権問題活動家として長年世界各地で活動してきた。1977年、ロサンゼルスに移り、SWC創設者で館長のマービン・ハイヤー（en:Marvin Hier）を助けるようになった。国際連合教育科学文化機関（ユネスコ）本部における反ユダヤ主義に関する国際会議、ホロコーストの被害補償に関するジュネーヴ会議、ベルリンでのデジタルヘイトに関する国際会議を組織した。雑誌『レスポンス』編集長。イェシーバー大学で学士号および修士号、ユダヤ教神学院で博士号を取得している。
1995年1月のマルコポーロ事件を受けて、同年5月24日-5月26日に文藝春秋社屋で開かれた「ユダヤ人理解のためのSWCセミナー」で、講師の一人を務めた。
『週刊ポスト』1999年10月15日号が掲載した記事「長銀『われらが血税5兆円』を食うユダヤ資本人脈ついに掴んだ-新聞が1行も書かない『長銀』『米大統領選資金』全相関図を食う」について、SWCがトヨタ自動車・サントリー・松下電器産業など8社の米国現地法人と米国企業2社に抗議。一部の広告主は一時的に広告の掲載を見合わせ、同誌は記事を撤回しおわび載せる問題が起こった。翌2000年2月、発行元小学館で開かれた人権セミナーの講師を務め、「なぜ言論のやりとりもしないまま、広告を封じ込める手段をとったのか」と男性社員が質問したのに対し、「日本発の情報は近隣の国にも影響を与える。我々は躊躇なく広告主の所に行く」と回答した。
雑誌『新潮45』編集部の取材に応じ、2000年12月号にインタビュー記事が掲載された。この中で、「率直にお話ししますが、個人的に言うと、私は原爆投下は戦争犯罪だと思っていません」との見解を述べている。
2013年7月29日、副総理兼財務相麻生太郎が、憲法改正をめぐって「ワイマール憲法はいつの間にか変わっていた。あの手口を学んだらどうか」と述べ問題となった。同年8月1日、これについて「ブラックジョークだった」と擁護した日本維新の会共同代表で大阪市長の橋下徹を批判、「私は30回以上日本を訪問したが、原爆を投下された広島と長崎の人々の苦しみが冗談にされているのを聞いたことがない」と指摘した。
2014年11月26日付産経新聞東海・北陸版（約5000部）が掲載した全面広告「ネットジャーナリスト リチャード・コシミズがユダヤ独裁国家アメリカの謀略を暴く!!」について、同年12月4日、社長熊坂隆光あてに抗議文を送付した。
パレスチナ問題については、パレスチナの主張する領有権（国連安保理決議242およびアラブ平和イニシアティブに基づく国境線。すなわち、原則として第三次中東戦争以前の国境線）そのものを、反ユダヤ主義と主張している。クーパーは「国連とその構成部分は、総会、国連人権理事会、国連救済事業庁（UNRWA）を含む、無限の反イスラエルの決議とイニシアチブを打ち出して来たが、パレスチナの侵略は何十年にもわたってフリーパスを与えている」と主張し、パレスチナがイスラエルを侵略しているとの見解を示した。また、イスラエルの外相だったアバ・エバンの発言を引き、1967年以前の国境線は「我々にとってアウシュビッツの記憶のようなものを持っている」と主張した。

## 著作
- 共著『いのちのパスポート』潮出版社、2002年3月1日、ISBN:978-4267016325
- 共著『「シオン長老の議定書」の大嘘―世界の不都合をすべてユダヤ人のせいにする陰謀計画書』徳間書店、2008年6月、ISBN:978-4198625481